# روت بوزی
روت ان بوزی (انگلیسی: Ruth Ann Buzzi؛ زادهٔ ۲۴ ژوئیهٔ ۱۹۳۶) یک هنرپیشه اهل ایالات متحده آمریکا است. وی از سال ۱۹۶۲ میلادی تاکنون مشغول فعالیت بوده‌است.
از فیلم‌ها یا برنامه‌های تلویزیونی که وی در آن نقش داشته است می‌توان به دردسرسازان، اسکیت‌تاون و جمعه عجیب اشاره کرد.